# Missa solemnis (Beethoven)
Missa solemnis D dur op. 123 Ludwiga van Beethovena byla skladatelem vytvořena mezi lety 1817 a 1823. Je považována za jedno z Beethovenových nejvýznamnějších děl a řadí se mezi nejznámější mše západní klasické hudby. Formálně patří do typu velkých slavnostních mší – missae solemnes. Sám Beethoven označil tuto skladbu v pozdějších letech života jako své nejvydařenější dílo a vrchol své tvorby. Jedná se o jeho druhou mši po Mši C dur, op. 86 z roku 1807.

## Vznik mše
Kompozice tohoto díla je spjata s Beethovenovým přátelstvím s arcivévodou a kardinálem Rudolfem Janem Habsbursko-Lotrinským (1788–1831). Arcivévoda byl asi od roku 1808 skladatelovým žákem hry na klavír a komponování a jeho dlouholetým podporovatelem v materiálním ohledu. Proto Beethoven věnoval svému příteli několik ze svých nejvýznamnějších skladeb, například svou jedinou operu Fidelio. Poté, co Beethoven obdržel zprávu o Rudolfově jmenování arcibiskupem olomouckým, napsal:
„Der Tag, wo ein Hochamt von mir zu den Feierlichkeiten für I.K.H. soll aufgeführt werden, wird für mich der schönste meines Lebens sein; und Gott wird mich erleuchten, dass meine schwachen Kräfte zur Verherrlichung dieses feierlichen Tages beitragen.“

„Den, kdy má být k oslavám Vaší císařské Výsosti provedena moje mše, bude pro mne nejkrásnějším mého života. Nechť mne Bůh osvítí, aby mé slabé síly dokázaly přispět ke slávě tohoto velkého dne.“

Biskupské svěcení v Olomouci v roce 1819 však proběhlo bez provedení této Beethovenovy mše, jelikož skladba daleko přesáhla rámec běžných mší a skladatele navíc vedla k více než čtyřem letům intenzivního bádání v oblastech teologie, liturgiky a dějin duchovní hudby, gregoriánského chorálu od Giovanniho Palestriny po Johanna Sebastiana Bacha a Georga Friedricha Händela a k většímu pochopení Božích záměrů. Mši skladatel napsal v Mödlingu, ve svém tamním letním domě, kde je dnes Beethovenův památník.

## První uvedení

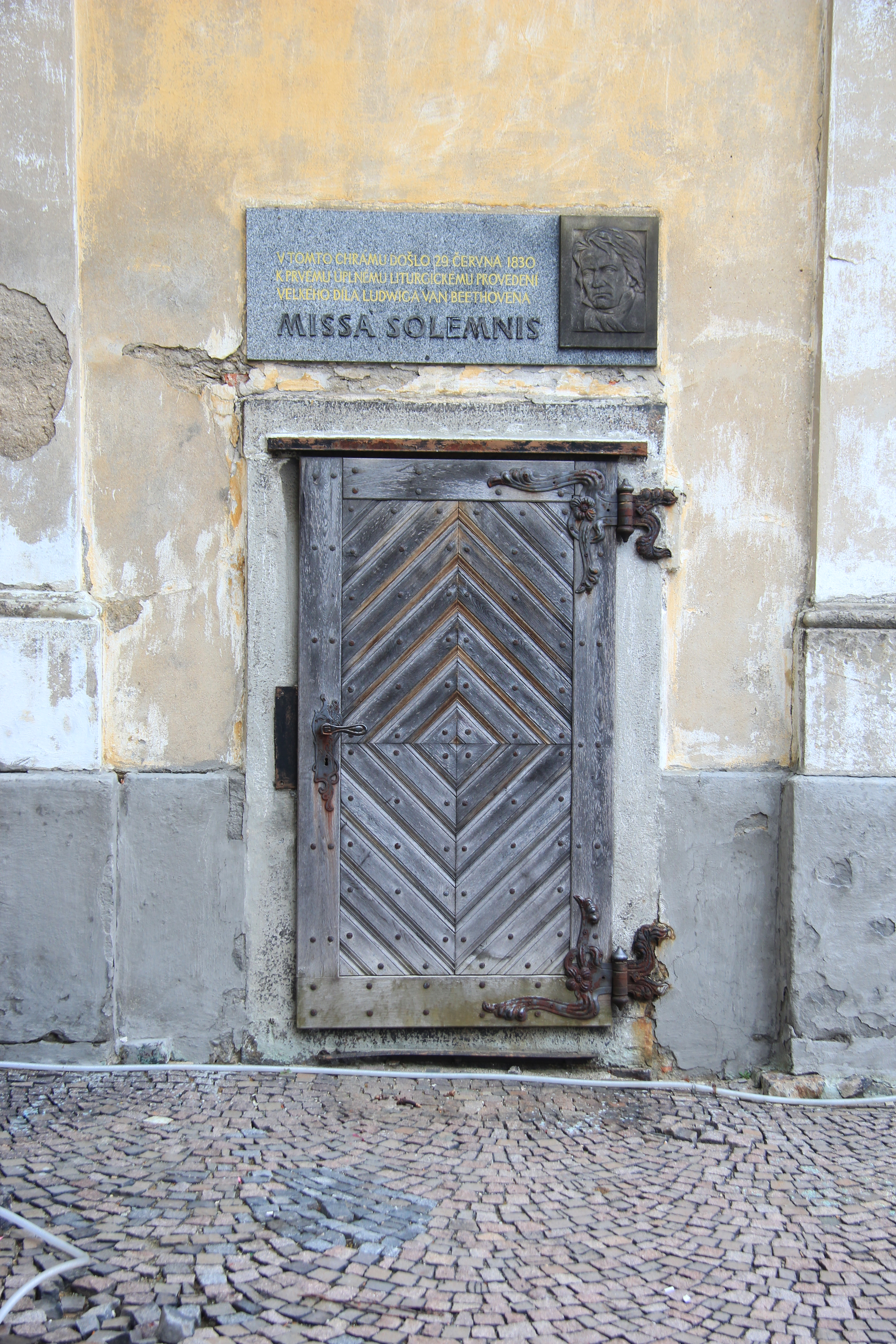
Pamětní deska na kostele svatých Petra a Pavla ve Varnsdorfu, kde bylo kompletní dílo uvedeno poprvé jako celek

Teprve v roce 1823, tři roky po plánovaném prvním uvedením mše, předal Beethoven svému příteli, kardinálu a arcibiskupovi olomouckému Rudolfu Janu Rakousko-Toskánskému, jemu věnovanou Missu solemnis. Části mše (Kyrie, Credo, Agnus Dei) byly poprvé provedeny nikoli v rámci liturgie, nýbrž při setkání Filharmonického spolku v Petrohradě 7. dubna 1824 a poté 7. května 1824 v c. k. Divadle u Korutanské brány ve Vídni. Jako součást liturgie zazněla celá Missa solemnis až v roce 1830 v kostele svatých Petra a Pavla ve Varnsdorfu.
Podle jiných zdrojů již v Petrohradu zazněla mše celá (označena jako "oratorium"), o měsíc později ve Vídni jen její části Kyrie, Credo a Agnus Dei (označeny jako "hymny"), protože celá mše by se nevešla do programu koncertu - šlo totiž především o premiéru Beethovenovy Symfonie č. 9 . Ve Varnsdorfu se tedy konalo první kompletní provedení díla na území Rakouského císařství a historicky první kompletní provedení v rámci liturgie.

## Obsazení
- Klasický symfonický orchestr s pozouny a kontrafagoty (2, 2, 2, 2 – 4, 2, 3, 0, tympány, smyčce)
- čtyřhlasý smíšený sbor
- čtyři sólisté (soprán, alt, tenor, bas)
- varhany (s pedály)

## Struktura
Beethovenova Missa solemnis je jako většina mší dělena do pěti vět:
| I   | Kyrie                                                                 |
| II  | Gloria: Gloria in excelsis Deo. Qui tollis. Quoniam tu solus sanctus. |
| III | Credo: Credo in unum Deum. Et incarnatus est. Et resurrexit.          |
| IV  | Sanctus: Sanctus. Benedictus.                                         |
| V   | Agnus Dei: Agnus Dei. Vb Dona nobis pacem.                            |

## Trvání
Provedení díla trvá přibližně hodinu a čtvrt (70–80 minut).